# Seznam ganskih nogometašev
Seznam ganskih nogometašev.

## A
- Eric Addo
- Otto Addo
- Dominic Adiyiah
- Sammy Adjei
- Freddy Adu
- Harrison Afful
- Issah Ahmed
- Charles Akonnor
- Daniel Amartey
- Matthew Amoah
- Anthony Annan
- Aziz Ansah
- Stephen Appiah
- Kwadwo Asamoah
- Lawrence Ati-Zigi
- Godwin Attram
- André Ayew
- Jordan Ayew

## B
- Isaac Boakye
- Derek Boateng
- Kevin-Prince Boateng
- Osman Bukari

## D
- Francis Dickoh
- Haminu Dramani

## E
- Dan Edusei
- Michael Essien

## F
- Joe Tex Frimpong

## G
- Asamoah Gyan

## I
- Samuel Inkoom

## K
- Richard Kingson
- Laryea Kingston
- Mohammed Kudus
- Samuel Kuffour

## L
- Tariq Lamptey

## M
- Philemon McCarthy
- John Mensah
- Habib Mohamed
- Hamza Mohammed
- Sulley Muntari

## O
- Denis Odoi
- George Owu

## P
- John Pantsil
- Emmanuel Pappoe
- Thomas Partey
- Razak Pimpong

## Q
- Daniel Quaye

## S
- Mohammed Salisu
- Hans Sarpei
- Illiasu Shilla

## T
- Alex Tachie-Mensah
- Prince Tagoe
- Alexander Tettey

## Y
- Abubakari Yakubu